# Andrewesinulus
Andrewesinulus is een geslacht van kevers uit de familie van de loopkevers (Carabidae). De wetenschappelijke naam van het geslacht is voor het eerst geldig gepubliceerd in 1938 door Straneo.

## Soorten
Het geslacht Andrewesinulus omvat de volgende soorten:
- Andrewesinulus enganensis (Straneo, 1938)
- Andrewesinulus gibbus (Andrewes, 1931)
- Andrewesinulus ovum (Alluaud, 1897)
- Andrewesinulus singularis (Andrewes, 1929)
- Andrewesinulus vadoni Jeannel, 1948